# Герб Норрботтена
Герб Норрботтена (швед. Norrbottens vapen) - символ исторической провинции (ландскапа)
Норрботтен, Швеция.

## История
Будучи официально частью провинции Вестерботтен, Норрботтен стал приобретать атрибуты отдельной провинции начиная с выделения лена Норрботтен из лена Вестерботтен в 1810 году. Этот процесс завершился официальным признанием в 1995 году, что было символизировано утверждением специально разработанного герба. В то же время, лен Норрботтен использует другой герб.

## Описание (блазон)
В скошенном справа волнисто 7 раз в лазоревые и золотые поля щите скошенная слева лазоревая основа.

## Содержание
Сюжет герба символизирует географически положение провинции и олицетворяет реки Турнеэльвен, Каликсэльвен, Лулеэльвен и Питеэльвен, впадающие в Ботнический залив.
Герб ландскапа может увенчиваться герцогской короной.

Герб ландскапа с герцогской короной